# Парагвај на Светском првенству у атлетици на отвореном 2017.
Парагвај је учествовао на 16. Светском првенству у атлетици на отвореном 2017.  одржаном у Лондону од 4. до 13. августа шеснаести пут, односно учествовао је на свим првенствима до данас. Репрезентацију Парагваја представљала су 2 атлетичара (1 мушкарац и 1 жена) који сз се такмичили у 2 дисциплине (1 мушка и 1 женска).,.
На овом првенству такмичари Парагваја нису освојили ниједну медаљу али је оборен један национални и лични рекорд.

## Учесници
| Мушкарци: - Дерлис Ајала — Маратон | Жене: - Кармен Патрисија Мартинез — 10.000 м |  |

## Резултати

### Мушкарци
| Атлетичар    | Дисциплина | Лични рекорд | Квалификације | Квалификације | Полуфинале | Полуфинале | Финале      | Финале        | Детаљи                                   |
| Атлетичар    | Дисциплина | Лични рекорд | Резултат      | Место         | Резултат   | Место      | Резултат    | Место         | Детаљи                                   |
| ------------ | ---------- | ------------ | ------------- | ------------- | ---------- | ---------- | ----------- | ------------- | ---------------------------------------- |
| Дерлис Ајала | маратон    | 2:16:23 НР   |               |               |            |            | 2:16:37 ЛРС | 25 / 71 (100) | Архивирано на веб-сајту (14. април 2018) |

### Жене
| Атлетичарка               | Дисциплина | Лични рекорд | Квалификације | Квалификације | Полуфинале | Полуфинале | Финале          | Финале       | Детаљи |
| Атлетичарка               | Дисциплина | Лични рекорд | Резултат      | Место         | Резултат   | Место      | Резултат        | Место        | Детаљи |
| ------------------------- | ---------- | ------------ | ------------- | ------------- | ---------- | ---------- | --------------- | ------------ | ------ |
| Кармен Патрисија Мартинез | 10.000 м   | 34:04,02 НР  |               |               |            |            | 33:18,22 НР, ЛР | 31 / 31 (33) |        |